# Трътник
Трътник (на словенски: Trtnik) е село в Словения, регион Горишка, община Толмин. Според Националната статистическа служба на Република Словения през 2015 г. селото има 23 жители.